# Peugeot 307
Peugeot 307 je automobil nižší střední třídy, který v letech 2001 až 2008 vyráběla francouzská automobilka Peugeot. Nahradil typ 306 a vystřídal jej vůz 308. Vyráběl se jako tří- nebo pětidveřový hatchback, pětidveřové kombi, čtyřdveřový sedan a dvoudveřové kupé-kabrio. Získal titul evropské auto roku 2002.

## Historie
Peugeot 307 byl představen jako koncept 307 Prométhée na Pařížském autosalonu v roce 2000. Výroba karosářské verze hatchback byla uvedena v Evropě roku 2001. Zde vůz nahradil model 306. Model byl dále prodáván v Austrálii, Asii, Mexiku a na Novém Zélandu. V Brazílii se nabízel s motory 1.6 a 2.0 (benzin/etanol).

## Design a technika
Pro 307 byla použita přepracovaná platforma Peugeotu 306, na níž jsou postaveny také auta Citroën Xsara a Citroën ZX z roku 1991. Peugeot 307 však dosahuje větších rozměrů než jeho předchůdce. Model navazuje na design, který byl poprvé k vidění u modelů Peugeotu 306 a 607.

### Facelift 2005
Roku 2005 byl Peugeot 307 vystaven náporu konkurence. Model tak prošel faceliftem, při němž se největší změny dotkly přední části vozu – úprava se týkala i předních světel, vůz dostal novou kapotu a byla odstraněna mřížka mezi světly. Facelift přinesl také nový přední nárazník, který dominuje větším přísunem vzduchu. Tuto technologii využil Peugeot poprvé u modelu 407.

## Motory

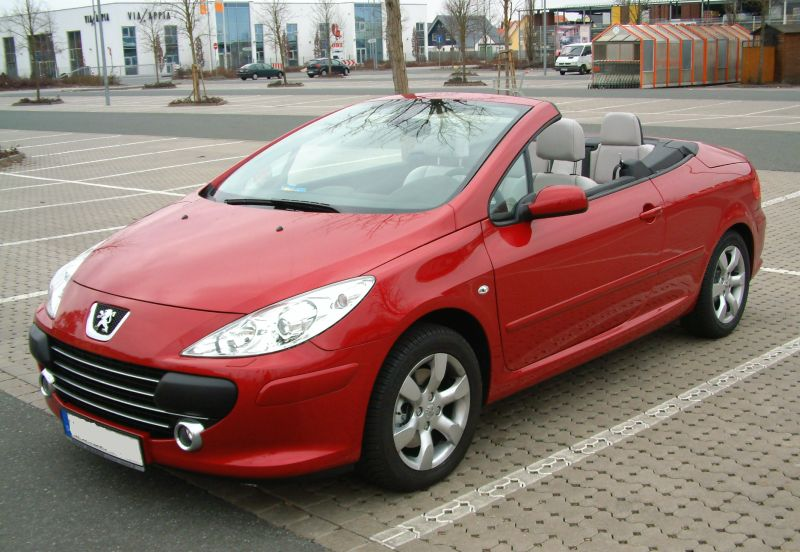
Peugeot 307 CC po faceliftu

Všechny zážehové i vznětové motorizace jsou uspořádané jako řadové čtyřválce.

### Zážehové
- 1.4 75 PS (55 kW; 74 hp)
- 1.4 90 PS (66 kW; 89 hp) 136 N⋅m
- 1.6 109 PS (80 kW; 108 hp) 149 N⋅m existující i ve variantě 1.6 BioFlex spalující ethanol E85
- 2.0 136 PS (100 kW; 136 hp) 190 N⋅m

kód motoru RFN 
emisni norma :ES 1999/102A (euro 3)
- 2.0 140 PS (103 kW; 138 hp) 149 N⋅m
- 2.0 140 PS (103 kW; 138 hp) 201 N⋅m
- 2.0 177 PS (130 kW; 175 hp) 202 N⋅m

### Vznětové
- 1.4 HDi 70 PS (55 kW)
- 1.6 HDi 90 PS (66 kW)
- 1.6 HDi 110 PS (80 kW)
- 2.0 HDi 90 PS (66 kW; 89 hp)
- 2.0 HDi 108 PS (80 kW; 107 hp)
- 2.0 HDi 136 PS (100 kW; 134 hp) 325 N⋅m

## Závodní verze

### Peugeot 307 CC WRC

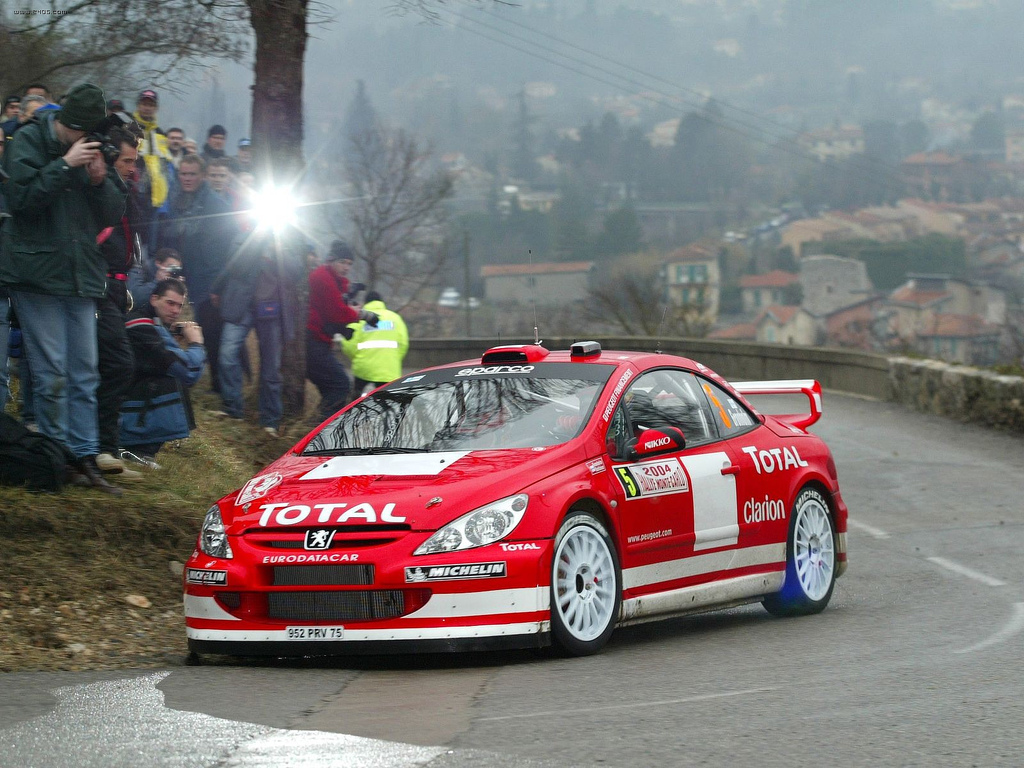
První start vozu 307 WRC

Peugeot 307 CC WRC nahradil stávající Peugeot 206 WRC od sezony Mistrovství světa v rallye 2004. Na konci sezony mistrovství světa v rallye 2005 se ale automobilka rozhodla odejít ze šampionátu. Vůz zvítězil na finské rallye 2004 a 2005 a japonské rallye 2005. Všechny tři vítězství získal Marcus Grönholm. Ovšem na velšské rallye s ním havaroval Markko Märtin a jeho spolujezdec Michael Park při nehodě zemřel. Byla to první smrtelná nehoda od mistrovství světa v rallye 1993.
Poháněl ho motor o objemu 1997 cm³, který dosahoval výkonu 221 kW a točivého momentu 580 Nm s rozvodem DOHC, který byl přeplňovaný turbodmychadlem Garett. Diferenciály byly elektronicky řízené. Vůz používal pneumatiky Michelin. Poprvé startoval na Rallye Monte Carlo 2004. O rok později byl vůz přepracován a modernozován. Karoserie byla rozšířena. Nově začal používat pneumatiky Pirelli. Tým nakonec skončil na druhém místě. Modernizovaná verze startovala na Rallye Monte Carlo 2005.

#### Rozměry
- Délka – 4344 mm
- Šířka – 1770 mm (1800 mm v roce 2005)
- Rozvor – 2610 mm
- Hmotnost – 1230 kg